# ゲオルギー・ミハイロヴィチ (1863-1919)
ゲオルギー・ミハイロヴィチ（ロシア語: Георгий Михайлович, 1863年8月23日 - 1919年1月28日）は、ロシアの皇族。ニコライ1世の孫の一人で、ロシア大公の称号を有した。ミハイル・ニコラエヴィチ大公とその妻オリガ・フョードロヴナ大公妃のあいだに生まれた第四子、三男。

## 生涯
第1次世界大戦中はロシア軍に司令官の一人として従軍した。ゲオルギー大公は1919年1月28日、兄ニコライ・ミハイロヴィチ大公、従兄のパーヴェル・アレクサンドロヴィチ大公およびドミトリー・コンスタンチノヴィチ大公と一緒に、ペトログラードで銃殺刑に処された。弟のセルゲイ・ミハイロヴィチはその前年に銃殺された。
ゲオルギーは1900年、ギリシア王ゲオルギオス1世の娘マリア（マリア・ゲオルギエヴナ）と結婚した。夫妻は二人の娘をもうけた。ゲオルギーの妻と娘たちは第1次世界大戦中はイギリスに滞在していたため、革命の難に遭遇することはなかった。
- ニーナ（1901年 - 1974年）
- クセニヤ（1903年 - 1965年）

## 日本との関係
1916年1月に皇帝ニコライ二世の名代として来日した。ゲオルギーは当時皇帝付きの一等侍従武官であり、日露戦争以降に日本を訪問した最初で最後のロシア皇族となった。訪問の名目は、前年11月に即位した大正天皇の祝賀と、ロシアへの日本の軍事・経済的援助に対する表敬であり、1915年12月28日にシベリア鉄道でロシアを発ち、東京駅では天皇自らが出迎えた。半月ほど滞在し、ロシア陸軍への軍備供与について合意がなされ、1916年7月にはペトログラード（現・サンクトペテルブルク）で第四次日露協約が結ばれた。
同年9月には、訪問の返礼として、天皇は従兄弟である閑院宮載仁親王をロシアに派遣した。ゲオルギーは、東清鉄道の寛城子駅を出発した親王をモスクワで出迎え、皇帝がいるモギリョフの大本営まで同行し、駅ではゲオルギー大隊の儀仗兵が整列し、皇帝と皇太子のほか、高官が一行を出迎えた。その後も、皇太后マリア・フョードロヴナ (アレクサンドル3世皇后)との会見のためキエフに向かう親王一行に同行、駅ではゲオルギーの弟のアレクサンドル・ミハイロヴィチらが出迎えた。キエフのあと、訪問最終地のペトログラードでも一行に伴い親王をもてなした。